# Llista de distribucions de Linux

Cronologia del desenvolupament de les principals distribucions de Linux

Aquesta pàgina proporciona informació general sobre distribucions de Linux notables en forma de llista categoritzada. Les distribucions s'organitzen en seccions segons la distribució principal o el sistema de gestió de paquets en què es basen.

## Basat en Debian

Arbre genealògic de Debian

Debian Linux és una distribució que posa l'accent en el programari lliure. Admet moltes plataformes de maquinari. Debian i les distribucions basades en ell utilitzen el format de paquet.deb i el gestor de paquets dpkg i les seves interfícies (com ara apt o synaptic).

### Basat en Ubuntu
Ubuntu és una distribució basada en Debian, dissenyada per tenir versions regulars, una experiència d'usuari consistent i suport comercial tant en ordinadors com en servidors.
Aquestes variants d'Ubuntu, també conegudes com Ubuntu Flavours, simplement instal·len un conjunt de paquets diferents de l'Ubuntu original, però com que dibuixen paquets i actualitzacions addicionals dels mateixos dipòsits que Ubuntu, tot el mateix programari està disponible per a cadascun d'ells.
| Distribució     | Descripció |
| --------------- | --- |
| Edubuntu        | Un sistema operatiu complet basat en Linux destinat a l'educació primària i secundària. Les versions obsoletes estan disponibles gratuïtament amb suport comunitari. La comunitat Edubuntu es basa en les idees consagrades al Manifest Edubuntu: que el programari, especialment per a l'educació, hauria d'estar disponible de manera gratuïta i que les eines de programari haurien de ser utilitzades per la gent en el seu idioma local i malgrat qualsevol discapacitat. |
| Kubuntu         | Un derivat oficial d'Ubuntu Linux que utilitza KDE en comptes de l'entorn d'escriptori GNOME (o Unity) utilitzat per defecte a Ubuntu. |
| Lubuntu         | Un derivat oficial del sistema operatiu Ubuntu que és "més lleuger, menys fam de recursos i més eficient energèticament", utilitzant l'entorn d'escriptori LXQt (utilitzat LXDE abans del 18.10). |
| Ubuntu Budgie   | Un derivat oficial d'Ubuntu amb Budgie. |
| Ubuntu Cinnamon | Un derivat oficial d'Ubuntu que utilitza l'entorn d'escriptori Cinnamon. |
| Ubuntu Kylin    | Un derivat oficial dirigit al mercat xinès. |
| Ubuntu MATE     | Un derivat oficial d'Ubuntu que utilitza MATE, un entorn d'escriptori bifurcat a partir de l'ara desapareguda base de codi GNOME 2, amb èmfasi en la metàfora de l'escriptori. |
| Servidor Ubuntu | Un derivat oficial fet per utilitzar-lo en servidors i mainframes IBM. Ubuntu Server gestiona el correu, controla impressores, actua com a servidor de fitxers, pot allotjar LAMP i molt més. |
| Ubuntu Studio   | Basat en Ubuntu, proporciona aplicacions de codi obert per a la creació multimèdia dirigides als editors d'àudio, vídeo i gràfics. |
| Ubuntu Unity    | Un derivat oficial d'Ubuntu que utilitza l'entorn d'escriptori Unity. |
| Xubuntu         | Un derivat oficial d'Ubuntu amb Xfce. Xubuntu està pensat per utilitzar-lo en ordinadors menys potents o aquells que busquen un entorn d'escriptori molt eficient en sistemes més ràpids i utilitza sobretot aplicacions GTK. |

### Basat en Knoppix

Arbre genealògic de Knoppix

El propi Knoppix es basa en Debian. Es tracta d'una distribució en directe, amb una configuració de maquinari automatitzada i una àmplia selecció de programari, que es descomprimeix a mesura que es carrega des de la unitat.
| Distribució        | Descripció |
| ------------------ | --- |
| Maleït petit Linux | Una petita distribució de Linux dissenyada per funcionar amb maquinari antic. S'utilitza habitualment en màquines virtuals a causa dels baixos requisits de memòria. |
| Feather Linux      | S'arrenca des d'un CD o una unitat flash USB. Utilitza la detecció de maquinari basada en Knoppix i el gestor de finestres Fluxbox.                                  |

## Basat en Pacman
Pacman és un gestor de paquets capaç de resoldre dependències i descarregar i instal·lar automàticament tots els paquets necessaris. Està desenvolupat i utilitzat principalment per Arch Linux i els seus derivats.
Arch Linux és una distribució Linux de propòsit general x86-64 desenvolupada de manera independent que s'esforça per proporcionar les últimes versions estables de la majoria de programari seguint un model de llançament continuat. La instal·lació per defecte és un sistema base mínim, configurat per l'usuari per afegir només el que cal expressament.
| Distribució               | Descripció |
| ------------------------- | --- |
| Antergos                  | Antergos és una distribució de Linux interrompuda basada en Arch Linux. |
| Arch Linux ARM            | Port d'Arch Linux per a processadors ARM. |
| ArchBang                  | Basat en Arch Linux, però també proporciona Live CD amb sistema de treball i scripts d'instal·lació gràfica; utilitza i3 com a gestor de finestres predeterminat. |
| Artix Linux               | Basat en Arch Linux, però utilitzant OpenRC, Runit o s6 com a sistema d'inici en lloc de systemd. |
| ArchLabs                  | Basat en Arch Linux, amb un instal·lador personalitzat, ofereix moltes opcions d'entorns d'escriptori i gestors de finestres. |
| Asahi Linux               | Port de Linux a Macs amb silici d'Apple. |
| BlackArch                 | Un sistema operatiu centrat en la ciberseguretat basat en Arch Linux. Està dissenyat per provar la seguretat i executar proves de penetració. Inclou gestors de finestres preconfigurats, però cap entorn d'escriptori.                                                                           |
| EndeavourOS               | Continuació d'Antergos, amb un instal·lador gràfic capaç d'instal·lar Xfce (per defecte, fora de línia), Budgie, Cinnamon, Deepin, GNOME, i3, KDE Plasma 5, LXQt i MATE. |
| Garuda Linux              | Una distribució basada en el joc. |
| Hyperbola GNU/Linux-libre | Un derivat d'Arch i Debian sense cap blob, sense suport de systemd i amb OpenRC com a sistema d'inici predeterminat. Els paquets estan creats per a i686 i x64. A diferència d'Arch, Hyperbola utilitza el model de suport a llarg termini com Debian.                                            |
| LinHES                    | LinHES (Linux Home Entertainment Server) dissenyat per utilitzar-se en ordinadors de cinema a casa (HTPC), proporcionant aplicacions per gravar TV i actuant com a centre de so i vídeo. |
| Manjaro                   | Basat en Arch Linux, utilitzant els seus propis repositoris i s'envia amb Xfce, Plasma, GNOME o la CLI com a entorn d'escriptori predeterminat. Hi ha disponibles edicions addicionals impulsades per la comunitat que utilitzen MATE, Cinnamon, Openbox, Awesome, i3, BSPWM o Budgie com a base. |
| Parabola GNU/Linux-libre  | Un derivat d'Arch sense cap taca, a més de diversos paquets afegits. També es creen paquets per a ARMv7 a més d'i686 i x64. MATE i distribucions en mode text disponibles. |
| SteamOS                   | Distribució basada en arcs i centrada en jocs desenvolupada per Valve i dissenyada per a la plataforma de distribució digital Steam i Steam Deck. Abans de la versió 3.0, es basava anteriorment en Debian.                                                                                       |
| SystemRescue              | Kit d'eines de rescat del sistema Linux. Anteriorment basat en Gentoo, s'ha basat en Arch Linux des de la versió 6.0.0 |

## Basat en RPM

Arbre genealògic de Red Hat

Red Hat Linux i SUSE Linux eren les distribucions principals originals que utilitzaven el format de fitxer.rpm, que avui s'utilitza en diversos sistemes de gestió de paquets. Tots dos es van dividir posteriorment en distribucions comercials i amb el suport de la comunitat. Red Hat Linux es va dividir en una distribució recolzada per la comunitat però patrocinada per Red Hat anomenada Fedora, i una distribució amb suport comercial anomenada Red Hat Enterprise Linux, mentre que SUSE Linux es va dividir en openSUSE i SUSE Linux Enterprise.

### Basat en Fedora
Fedora és una distribució suportada per la comunitat. Té com a objectiu proporcionar el programari més recent mantenint un sistema de programari completament lliure.
| Distribució                       | Descripció |
| --------------------------------- | --- |
| AlmaLinux                         | CentOS alternatiu 100% propietat i governat de la comunitat com a reconstrucció de Red Hat Enterprise Linux. Governat per AlmaLinux OS Foundation. |
| Asianux                           | Una distribució de Linux desenvolupada conjuntament entre Red Flag Software Co., Ltd., Miracle Linux Corp. i Haansoft, INC. , centrat en el suport xinès, japonès i coreà. |
| ClearOS                           | Una distribució de Linux dissenyada per al seu ús en petites i mitjanes empreses. |
| Fermi Linux LTS                   | Basat en Linux científic. |
| Miracle Linux                     | Una distribució de Linux desenvolupada per Cybertrust Japan Co., Ltd., pretén ser compatible amb Red Hat Enterprise Linux. |
| Oracle Linux                      | Amb el suport d'Oracle. Pretén ser totalment compatible amb Red Hat Enterprise Linux. |
| Bandera vermella Linux            | Una distribució Linux desenvolupada a la Xina i optimitzada per al mercat xinès. Basat en Asianux. |
| Distribució dels cúmuls de roques | Una distribució de Linux per crear un clúster d'ordinadors d'alt rendiment, amb una versió recent que admet la informàtica en núvol. Es basa en Red Hat Enterprise Linux però amb extensions per admetre grans sistemes heterogenis de múltiples nodes per a clústers (HPC), núvol i emmagatzematge de dades (en desenvolupament). |
| Rocky Linux                       | Una distribució de Linux que està desenvolupant actualment el fundador de CentOS, Gregory Kurtzer, pretén ser compatible amb Red Hat Enterprise Linux. |
| Linux científic                   | Una distribució de Linux interrompuda desenvolupada conjuntament pel Fermi National Accelerator Laboratory i l'Organització Europea per a la Recerca Nuclear (CERN), que pretén ser compatible i basar-se en Red Hat Enterprise Linux.                                                                                             |

### Basat en openSUSE
openSUSE és una distribució Linux desenvolupada per la comunitat, patrocinada per SUSE. Manté una política estricta per garantir que tot el codi de les instal·lacions estàndard provingui de solucions FOSS, inclosos els mòduls del nucli de Linux. Tots els productes Linux empresarials de SUSE es basen en la base de codi que surt del projecte openSUSE.
| Distribució           | Descripció |
| --------------------- | --- |
| GeckoLinux            | Una distribució amb un enfocament en la usabilitat d'escriptori acabada de fabricar. Està disponible en versions estàtica i rodant, basades en openSUSE Leap i Tumbleweed. |
| SUSE Linux Enterprise | Ve en dues variants. SUSE Linux Enterprise Desktop (anteriorment amb la marca Novell Linux Desktop) és una distribució Linux orientada a l'escriptori subministrada per SUSE i dirigida al mercat empresarial. SUSE Linux Enterprise Server és una distribució Linux orientada al servidor orientada al mercat empresarial. |

## Basat en Slackware

Arbre genealògic de Slackware

Slackware és una distribució altament personalitzable que destaca la facilitat de manteniment i la fiabilitat sobre el programari d'avantguarda i les eines automatitzades. Generalment es considera una distribució per a usuaris avançats.

## Basat en Android
Android és un sistema operatiu mòbil comprat i desenvolupat actualment per Google, basat en un nucli Linux modificat per Google i dissenyat principalment per a dispositius mòbils amb pantalla tàctil com ara telèfons intel·ligents i tauletes.
| Distribució           | Descripció |
| --------------------- | --- |
| e                     | /e/ (també conegut com /e/ OS i /e/OS, abans Eelo) és un sistema operatiu mòbil basat en Android i serveis en línia associats. El sistema operatiu és una bifurcació de LineageOS i Android. |
| Android-x86           | Android-x86 és un projecte de codi obert que fa una portació no oficial del sistema operatiu mòbil Android desenvolupat per l'Open Handset Alliance per funcionar en dispositius alimentats per processadors x86, en lloc de xips ARM basats en RISC.                                                                                  |
| CalyxOS               | CalyxOS és un sistema operatiu per a telèfons intel·ligents basat en Android amb programari principalment gratuït i de codi obert. Està produït per l'Institut Calyx com a part de la seva missió de "defendre la privadesa, la seguretat i l'accessibilitat en línia".                                                                |
| CopperheadOS          | CopperheadOS és un sistema operatiu mòbil per a telèfons intel·ligents, basat en la plataforma mòbil Android. Afegeix funcions de privadesa i seguretat a les versions oficials del projecte de codi obert d'Android de Google. |
| CyanogenMod           | Un sistema operatiu de codi obert descatalogat per a dispositius mòbils, basat en la plataforma mòbil Android. LineageOS és una bifurcació de CyanogenMod que es manté activament. |
| DivestOS              | DivestOS és un sistema operatiu (SO) gratuït basat en la plataforma mòbil Android. És una bifurcació suau de LineageOS que té com a objectiu augmentar la seguretat i la privadesa i donar suport a dispositius més antics. En la mesura del possible, elimina els components propietaris d'Android i només inclou programari gratuït. |
| Fire OS               | Un sistema operatiu mòbil basat en Android produït per Amazon per a la seva gamma de tauletes Fire Phone i Kindle Fire, Echo i Echo Dot i altres dispositius de lliurament de contingut com Fire TV; les versions de tauletes dels lectors electrònics Kindle són la gamma Fire.                                                       |
| GrapheneOS            | GrapheneOS (anteriorment Android Hardening o AndroidHardening) és un sistema operatiu mòbil basat en Android, de codi obert, de privadesa i de seguretat[2] per a telèfons intel·ligents Google Pixel seleccionats. |
| LineageOS             | Un sistema operatiu gratuït i de codi obert per a telèfons intel·ligents, tauletes i decodificadors, basat en la plataforma mòbil Android. |
| OmniROM               | OmniROM és un sistema operatiu de codi obert per a telèfons intel·ligents i tauletes, basat en la plataforma mòbil Android. Implica una sèrie de desenvolupadors destacats d'altres projectes. |
| Android paranoic      | Paranoid Android és un sistema operatiu de codi obert per a telèfons intel·ligents i tauletes, basat en la plataforma mòbil Android. |
| Remix OS              | Remix OS era un sistema operatiu per a ordinadors personals amb arquitectures x86 i ARM que, abans de la interrupció del desenvolupament, s'enviava amb una sèrie de dispositius de tercers i de tercers. Remix OS va permetre als usuaris de PC executar aplicacions mòbils d'Android a qualsevol PC compatible amb Intel.            |
| Replicant             | Un sistema operatiu (SO) gratuït basat en la plataforma mòbil Android que pretén substituir tots els components propietaris d'Android per homòlegs de programari lliure. |
| Resurrection Remix OS | Resurrection Remix OS, abreujat com RR, és un sistema operatiu gratuït i de codi obert per a telèfons intel·ligents i tauletes, basat en la plataforma mòbil Android. |